# Outlandos d’Amour
Outlandos d’Amour — дебютный альбом британской рок-группы The Police, вышедший 2 ноября 1978 года. Благодаря успеху своего ведущего сингла «Roxanne», пластинка смогла подняться в верхние строчки хит-парадов, достигнув 6-го места в британском чарте альбомов и 23-го места в Billboard Top LP’s & Tape. Помимо упомянутого, релиз диска сопровождало ещё два дополнительных хит-сингла: «Can’t Stand Losing You» и «So Lonely».
15 августа 1984 года Американская ассоциация звукозаписывающих компаний присвоила альбому платиновый статус. Outlandos d’Amour находится на 428-м месте в списке 500 лучших альбомов всех времён по версии журнала Rolling Stone.

## Об альбоме
Outlandos d’Amour, соединяющий элементы рэгги, поп-музыки и всего того, что в конечном итоге станет фирменным звучанием группы, находится под влиянием панка. Начинается альбом с панк-ориентированной «Next to You», далее следует «So Lonely» с оттенком рэгги. «Roxanne», посвящённая проститутке, написана Стингом после посещения квартала красных фонарей в Париже и является одной из самых известных песен группы. В «Hole in My Life» снова присутствуют элементы рэгги. «Peanuts», написанная Стингом вместе с Коуплендом, смешивает агрессию панка с юмором.
Вторую сторону альбома открывают высокотемповые «Can’t Stand Losing You» и «Truth Hits Everybody». «Be My Girl — Sally» является полузаконченным стихотворением Стинга и Саммерса о надувной кукле. Инструментал «Masoko Tanga» — единственная песня с альбома, не исполнявшаяся на концертах.

## Список композиций
| №  | Название          | Автор(ы)               | Длительность |
| -- | ----------------- | ---------------------- | ------------ |
| 1. | «Next to You»     | Стинг                  | 2:51         |
| 2. | «So Lonely»       | Стинг                  | 4:48         |
| 3. | «Roxanne»         | Стинг                  | 3:13         |
| 4. | «Hole in My Life» | Стинг                  | 4:48         |
| 5. | «Peanuts»         | Стюарт Коупленд, Стинг | 3:54         |

| №   | Название                 | Автор(ы)            | Длительность |
| --- | ------------------------ | ------------------- | ------------ |
| 6.  | «Can’t Stand Losing You» | Стинг               | 3:02         |
| 7.  | «Truth Hits Everybody»   | Стинг               | 2:53         |
| 8.  | «Born in the 50’s»       | Стинг               | 3:42         |
| 9.  | «Be My Girl — Sally»     | Энди Саммерс, Стинг | 3:24         |
| 10. | «Masoko Tanga»           | Стинг               | 5:41         |

## Позиции в хит-парадах
| Год       | Хит-парад                                  | Высшая позиция | Пребывание в чарте |
| --------- | ------------------------------------------ | -------------- | ------------------ |
| 1979—1981 | Австралия (Kent Music Report)              | 15             | нет данных         |
| 1979—1981 | Великобритания (UK Albums Chart)           | 6              | 96 недель          |
| 1979—1981 | Канада (RPM Albums Chart)                  | 22             | 23 недели          |
| 1979—1981 | Нидерланды (Nationale Hitparade LP Top 50) | 2              | 43 недели          |
| 1979—1981 | Новая Зеландия (RMNZ)                      | 6              | 24 недели          |
| 1979—1981 | США (Billboard Top LP’s & Tape)            | 23             | 63 недели          |
|           |                                            |                |                    |
| 2016      | Франция (SNEP)                             | 103            | 3 недели           |
|           |                                            |                |                    |
| 2022      | Великобритания (Albums Chart Update)       | 96             | 1 неделя           |
| 2022      | Великобритания (Albums Sales Chart)        | 47             | 1 неделя           |
| 2022      | Великобритания (Physical Albums Chart)     | 44             | 1 неделя           |
| 2022      | Великобритания (Vinyl Albums Chart)        | 22             | 1 неделя           |
| 2022      | Шотландия (Scottish Albums Chart)          | 37             | 1 неделя           |

| Год  | Хит-парад                          | Позиция |
| ---- | ---------------------------------- | ------- |
| 1979 | Нидерланды (Buma/Stemra)           | 9       |
| 1979 | Новая Зеландия (RMNZ)              | 50      |
| 1979 | США (Billboard Top Popular Albums) | 71      |
|      |                                    |         |
| 1980 | Великобритания (Gallup Poll)       | 18      |
| 1980 | Нидерланды (Buma/Stemra)           | 58      |

## Сертификации
| Регион | Сертификация | Продажи    |
| --- | ------------ | ---------- |
| Австралия (ARIA) | Платиновый   | 50 000^    |
| Великобритания (BPI) | Платиновый   | 300 000^   |
| Германия (BVMI) | Золотой      | 250 000^   |
| Канада (Music Canada) | Платиновый   | 100 000^   |
| Нидерланды (NVPI) | Платиновый   | 100 000^   |
| США (RIAA) | Платиновый   | 1 000 000^ |
| Франция (SNEP) | Платиновый   | 400 000*   |
| * Данные о продажах приведены только на основе сертификации. ^ Данные о тиражах приведены только на основе сертификации. |              |            |